# Kokospalm
De kokospalm of klapperboom (Cocos nucifera) behoort tot de palmenfamilie (Palmae of Arecaceae). Het is de enige soort in het geslacht Cocos, een zogeheten monotypisch geslacht. Het endocarp van de vrucht, met de kiemopeningen, lijkt op het gezicht van een aap, die in het Portugees coco wordt genoemd. De palm kan tot 30 m hoog worden en heeft 4-6 m lange bladeren. De oude bladeren vallen af, maar de bladvoeten blijven zitten en vormen zo de stam. De stam is een schijnstam, omdat deze niet op de gewone wijze gevormd wordt zoals bij een boom, maar door stapeling van de bladvoeten.

## Verspreiding
De palm komt volgens sommigen van nature voor in India, terwijl anderen het noordwesten van Zuid-Amerika aangeven als oorsprongsgebied. Uit fossiele vondsten in Nieuw-Zeeland van op kokospalm lijkende planten blijkt dat deze daar al meer dan 15 miljoen jaar geleden groeiden. Zelfs nog oudere vondsten zijn gedaan in Rajasthan (India). De kokospalm komt in bijna alle tropische gebieden voor. De verspreiding is zowel natuurlijk als door zeevarenden gebeurd. De vruchten kunnen drijvend grote afstanden afleggen en zijn zelfs gevonden voor de kust van Noorwegen. In Hawaï is de kokospalm waarschijnlijk geïntroduceerd door Polynesiërs uit het Zuidelijk Pacifisch gebied.

## Groei
De kokospalm groeit op zandgrond en is zeer tolerant voor zout. De palm groeit bij voorkeur in de volle zon. De regenval dient jaarlijks 750-2000 mm te bedragen, wat zeer fors is. Ook is voor optimale groei een relatieve luchtvochtigheid van 70-80% noodzakelijk.
De palm bloeit het hele jaar door. In de bloeiwijze komen zowel vrouwelijke als mannelijke bloemen voor. In het algemeen is de kokospalm een kruisbevruchter, maar er komen ook zelfbevruchtende dwergrassen voor.

## Vrucht

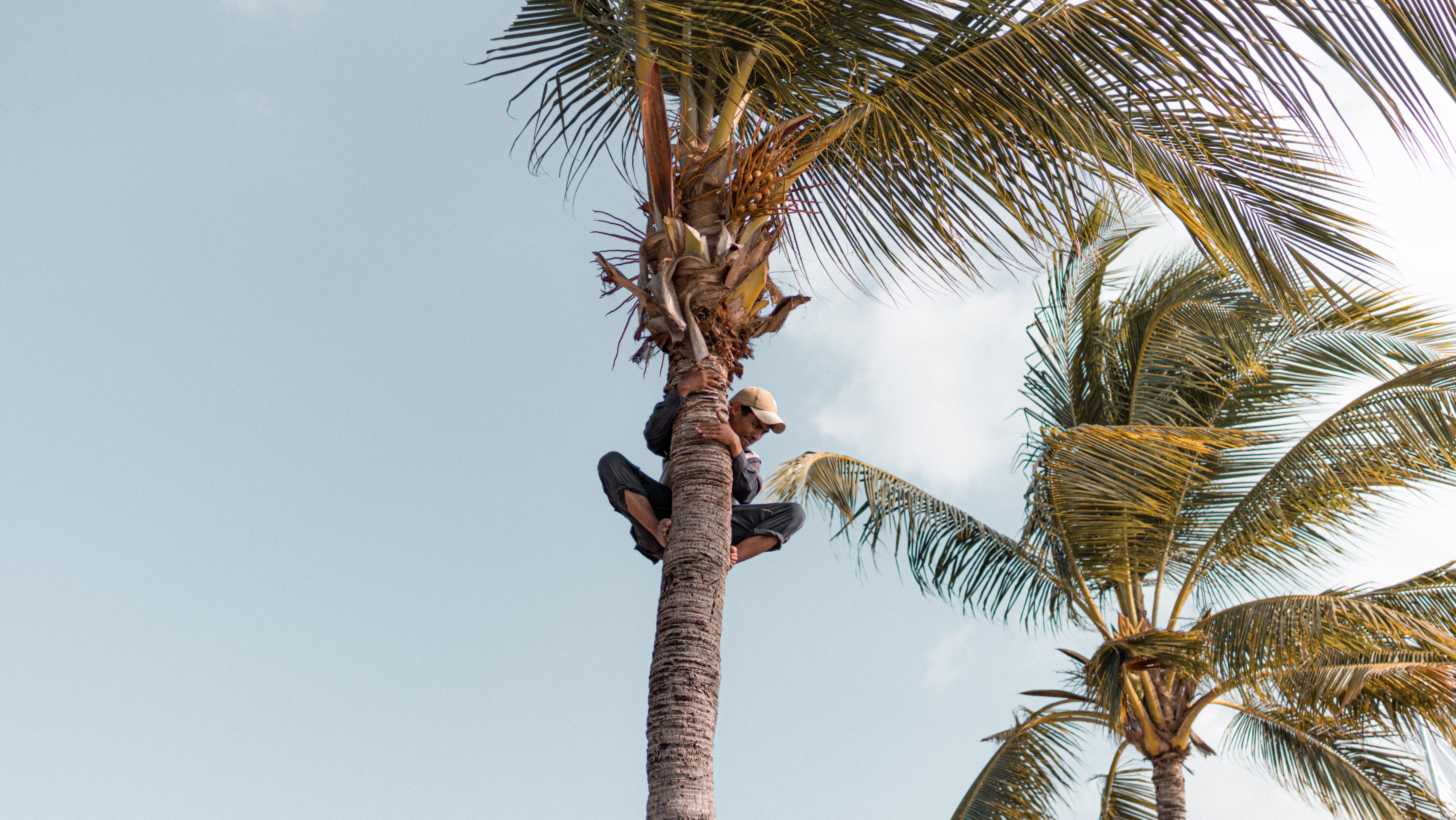
Klapperboom in Indonesië.

De kokosnoot, ook bekend als 'klapper', wat een vernederlandsing is van het Maleise kelapa, is eigenlijk geen noot maar een steenvrucht, waarvan het mesocarp niet vlezig maar vezelig is. Daarbinnen zit het harde endocarp, dat het zaad omgeeft met drie duidelijk zichtbare kiemopeningen. Bij de kieming komt de kiem door een van deze openingen naar buiten. De drie kiemopeningen zijn de overblijfselen van de in aanleg uit drie vruchtbladen bestaande vrucht.
De palm is een eenzaadlobbige en het zaad bestaat uit één kiemlob, dat het transport van het reservevoedsel naar de kiemende plant verzorgt. Het reservevoedsel in het zaad bestaat uit wit, vet, vezelig kiemwit (endosperm), de kokos die onder andere gedroogd als kokosmeel in de handel komt, en een half troebele vloeistof, het klapperwater (het vloeibare kiemwit, vaak ten onrechte klappermelk of kokosmelk genoemd). Bij een volledig rijpe vrucht bestaat al het kiemwit uit het vezelige kiemwit.

## Toepassingen
De vrucht, de kokosnoot, wordt voor verschillende doeleinden gebruikt. In sommige delen van de wereld worden de vruchten geoogst door getrainde apen. In het zuiden van Thailand komen nog opleidingsscholen voor en worden elk jaar wedstrijden gehouden wie het snelst kan oogsten.
In diverse landen in onder andere Zuidoost-Azië en Oost-Afrika wordt de kokosnoot vers en jong verkocht, vaak op straat. Men kan dan bij een stalletje een hele vrucht kopen waar men eerst met een rietje het klapperwater uit kan drinken. Vervolgens wordt het vaak jonge, malse vruchtvlees voor de klant uit de schil gehaald door de verkoper.

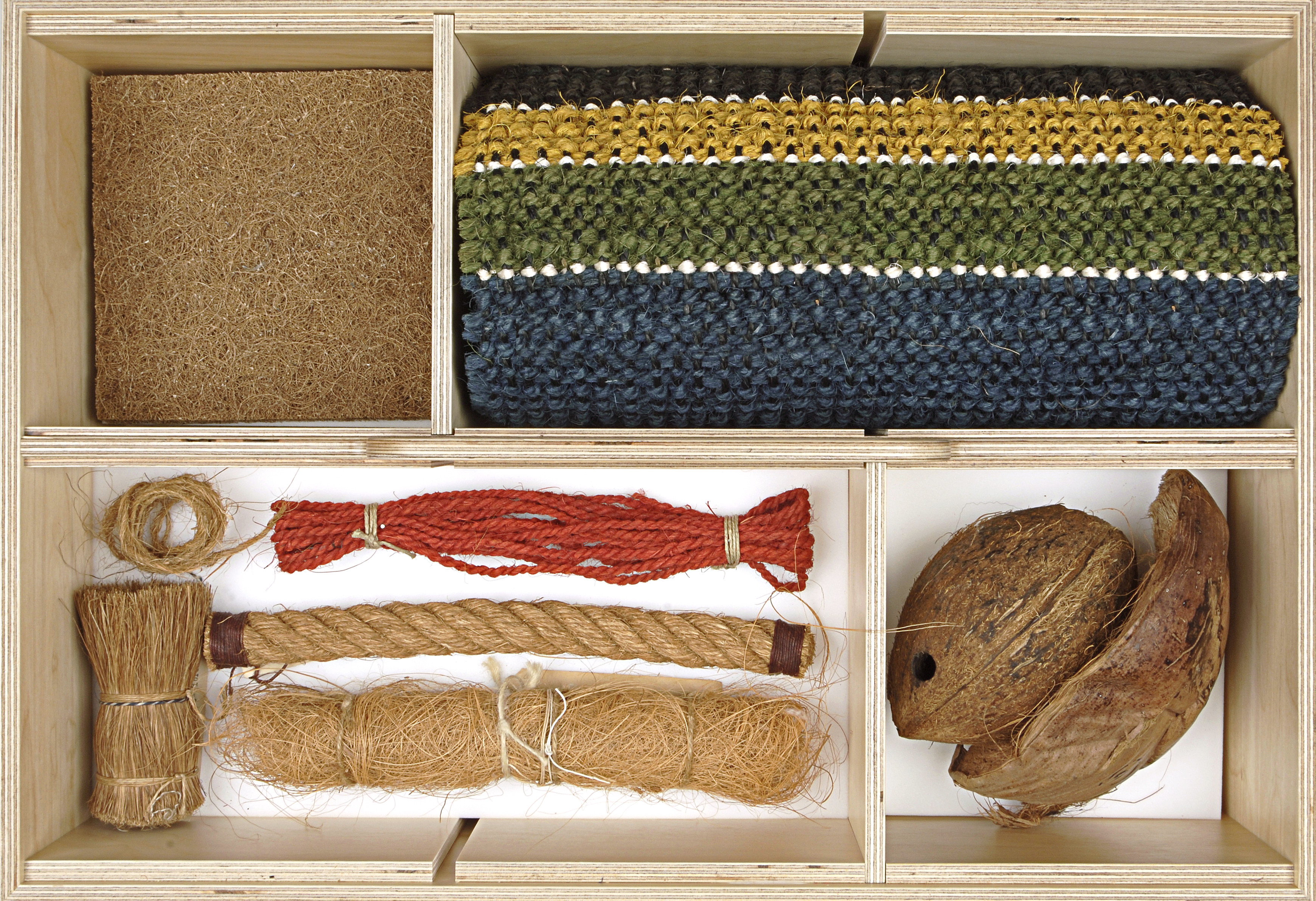
Toepassingen van kokosvezel: kokosmat, -tapijt, touw; noot en bast. Lade textielwarenkast, TextielMuseum Tilburg

- Kokos wordt vers of gedroogd gebruikt in de keuken.
- In de Oosterse keuken wordt 'kokosmelk' gebruikt. Dat is een vloeistof die wordt verkregen door geraspte kokos te mengen met warm water en vervolgens uit te knijpen. In de toko is dit te koop in kleine, geconcentreerde blokken, soms onder de naam "creamed coconut" of santen (de Indonesische naam). Ook is kokosmelk en -room te koop in blikken.
- Uit het vruchtvlees wordt kokosolie gewonnen. Dit is een laurinezuurrijke olie.
- Het klapperwater kan worden gedronken. Het is een veilige drank die gewoonlijk geen ziekteverwekkers bevat in tegenstelling tot veel waterbronnen in Azië. Het wordt ook gebruikt als ingrediënt voor pina colada. In sommige Aziatische landen is het vrij gebruikelijk om de gehele noot in ijs te koelen en na opening leeg te drinken en het jonge, zachte vruchtvlees uit de kokosnoot te lepelen.
- Van kokosvezels worden onder andere touw, matten, borstels gemaakt. Ook wordt het gebruikt als filter rond drainagepijpen.
- Het kokoshout wordt sinds enkele jaren toegepast als parket. Hiervoor worden oude, niet-productieve plantagebomen gekapt. De oude palmen (met een te lage notenproductie en het mooiste hout) worden verwerkt tot planken.
- Het restant van de vezelindustrie (celrestanten en korte vezels) wordt opgeslagen en gecomposteerd. Het product (cocopeat) wordt gebruikt als hernieuwbaar alternatief voor veen en turf in de tuinbouw.
- Kokos werkt laxerend.
- Uit de palm kan ook suiker worden gewonnen.
- Indien in Thailand een kokospalm wordt omgehakt, wordt uit de kern van de top een delicatesse gewonnen die in het eten verwerkt kan worden.

## Bouwplaten van kokosvezels
Onderzoekers bij de Universiteit Wageningen hebben een methode ontwikkeld om de bruine bolster, die om de kokosnoot groeit, nuttig te gebruiken. De bolsters bestaan voor een derde uit kokosvezels en voor de rest is het een merg dat veel lignine bevat.
Tot nu toe werd van dit materiaal weinig nuttig gebruikgemaakt en werd het vooral als organisch afval beschouwd. Onderzoek en experimenten hebben geleid tot ontwikkeling van een commercieel uitvoerbaar proces waarbij de vezels onder hoge druk en temperatuur samengeperst worden. De hechtende eigenschappen van de lignine en de sterke vezels zorgen voor platen van hoge kwaliteit. Dankzij de lignine is er geen lijm nodig, hetgeen de kosten met een derde doet afnemen.
De fijngemalen vezels worden gedroogd (tot relatieve vochtigheid 10 %). Bij een temperatuur van 160 °C en een druk van 120 - 150 bar worden platen geperst. Platen van verschillende kwaliteit kunnen worden gemaakt. Ze zijn twee tot drie keer zo sterk als platen van andersoortige vezels. Door de hoge dichtheid is de waterafstotende factor tweemaal die van medium-density fibreboard (mdf) platen. Het materiaal zou goed scoren op brandveiligheid. Zagen, boren, schuren, en verven geven geen problemen. Door de hoge dichtheid en hardheid is het materiaal termietbestendig. De platen kunnen bijvoorbeeld gebruikt worden in de bouw of voor meubels.
Vooralsnog gaat productie beginnen in Maleisië en Indonesië, en mogelijk ook in Mozambique, Niger, Colombia en Suriname. Verwacht wordt dat de vezelafvalberg hierdoor kan verdwijnen.

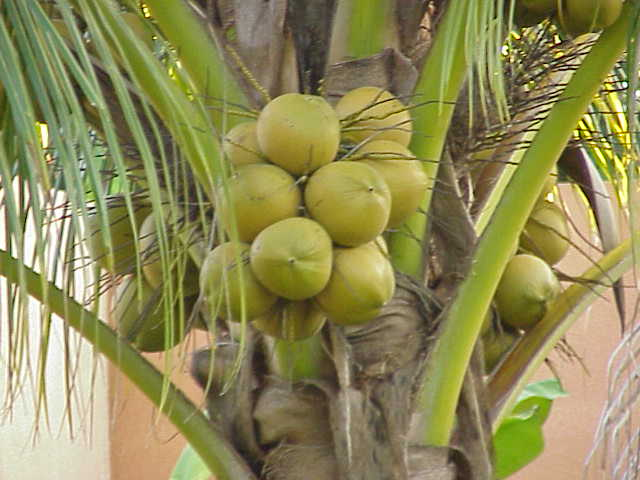
Rijpende vruchten
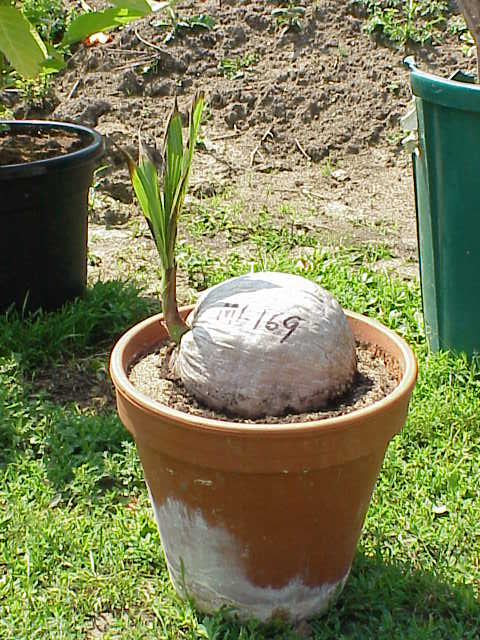
Kiemplant
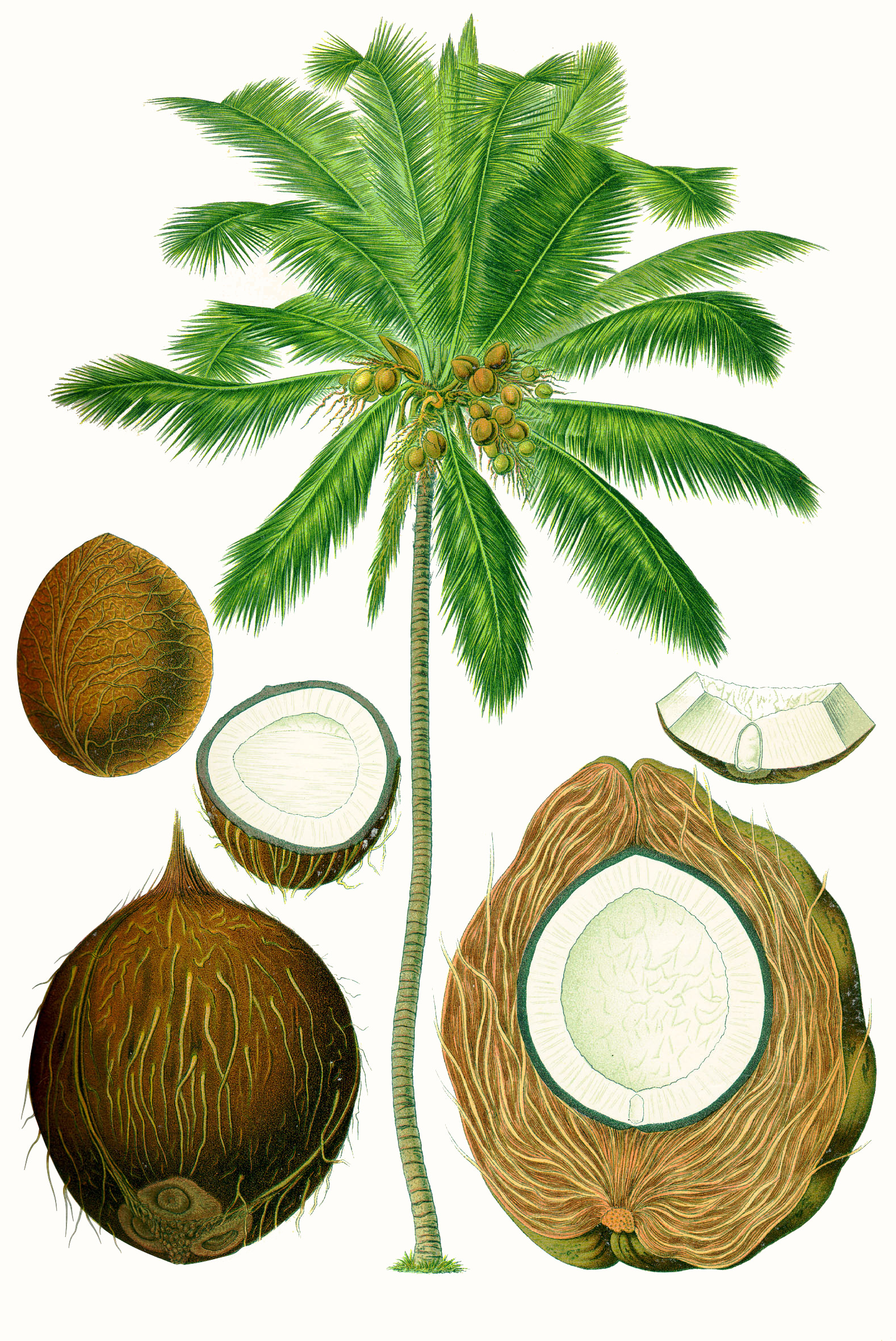
Vrucht
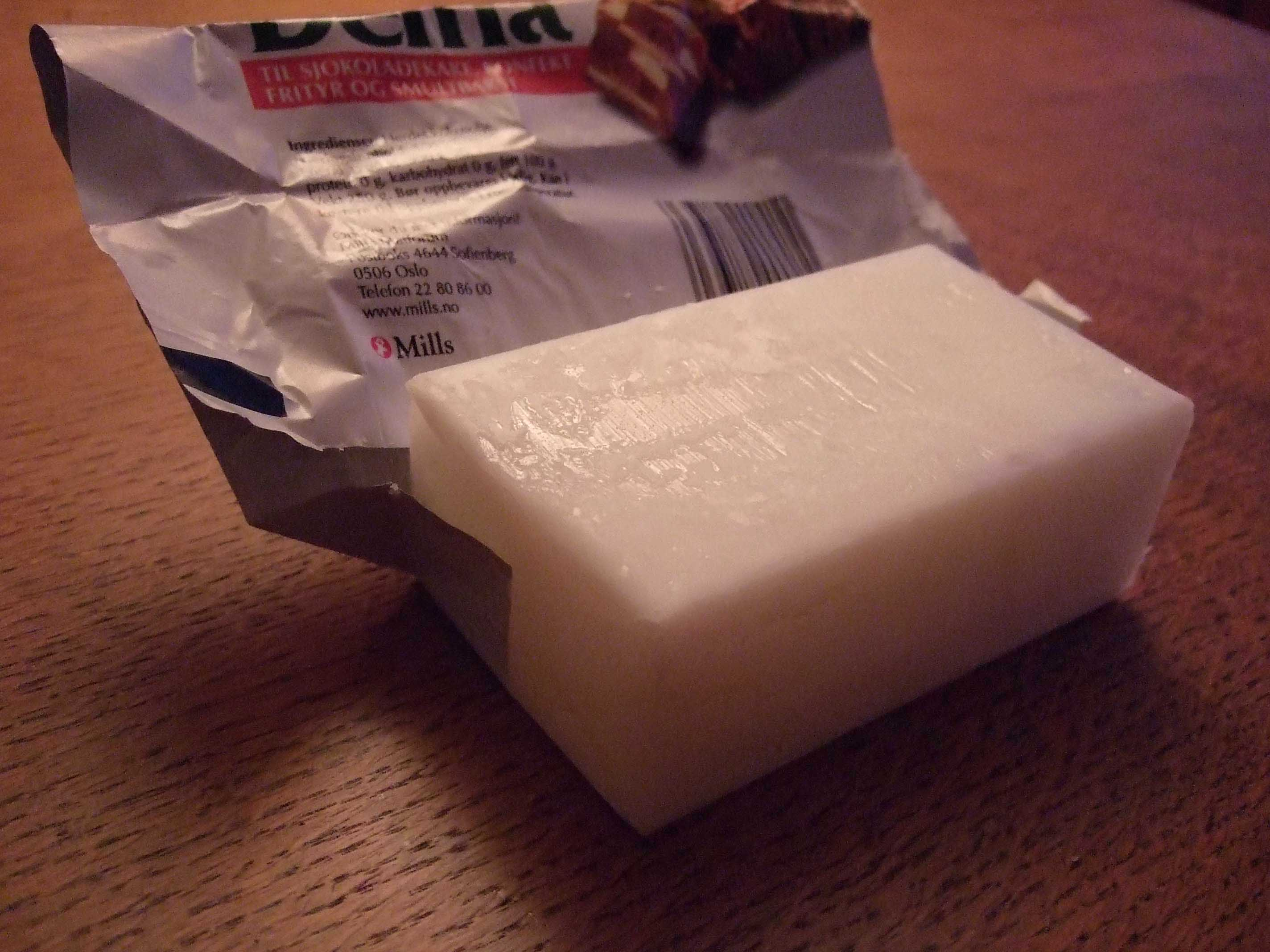
Kokosboter
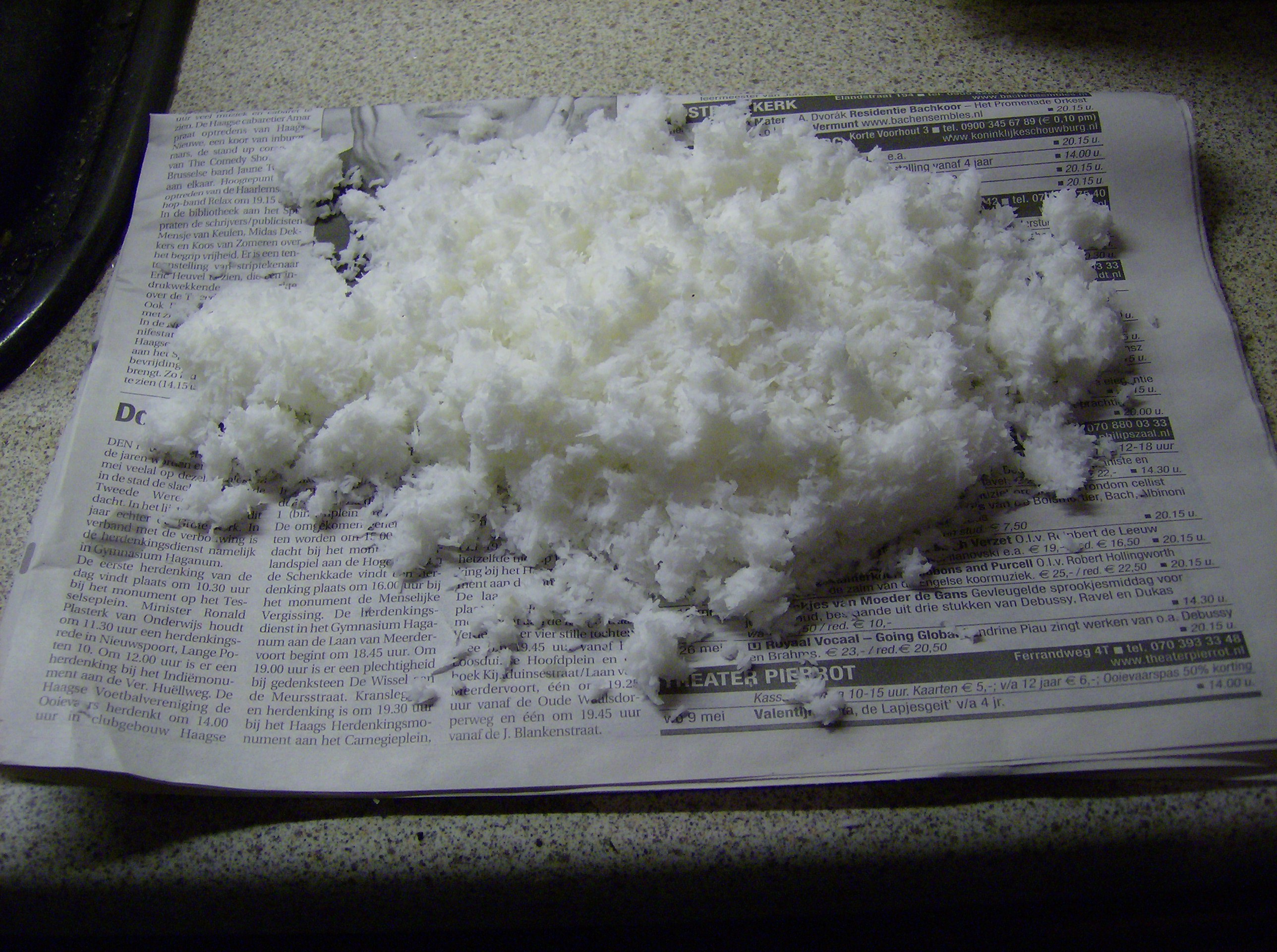
Santen
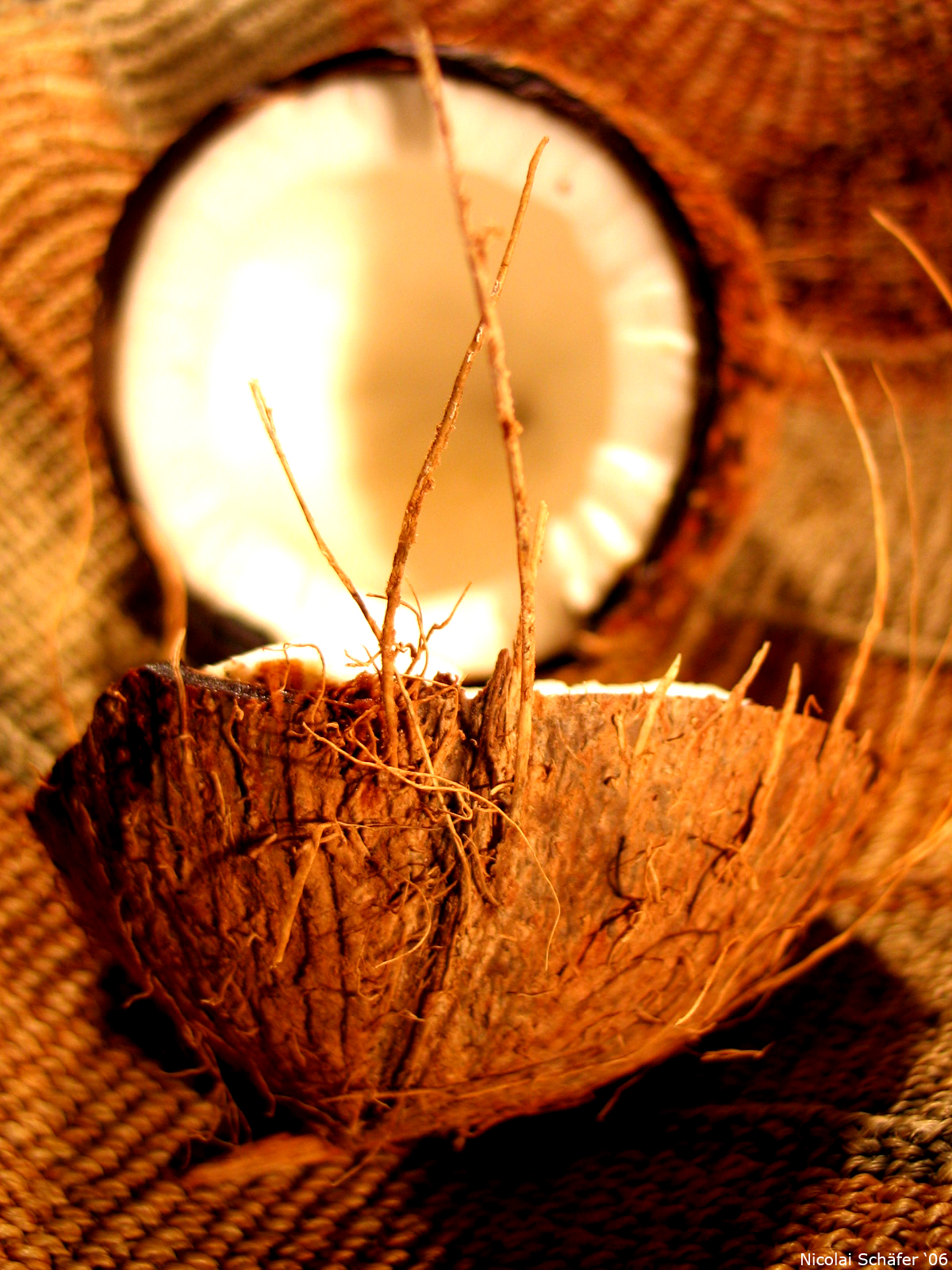
Vezels van bolster
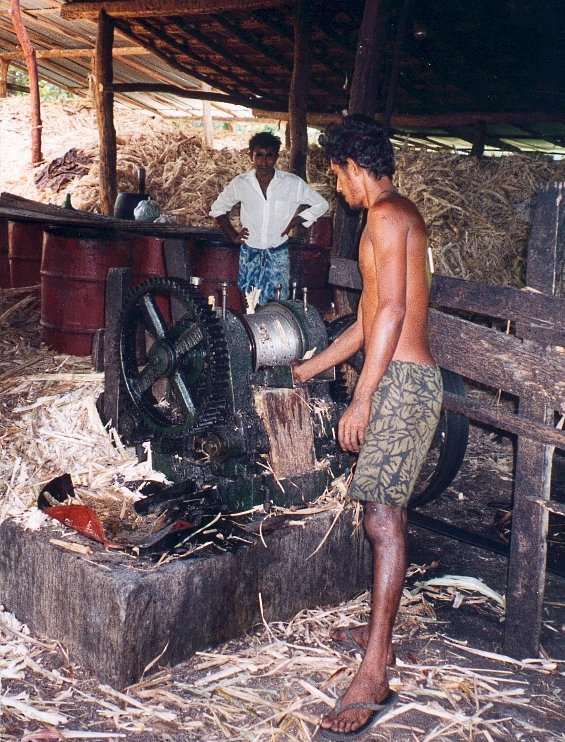
Verwerking van kokosvezels in Sri Lanka.